# Amiota
Amiota (лат.) — род мелких насекомых семейства плодовых мушек (Drosophilidae) отряда двукрылых (Diptera). Описано около 150 видов.

## Распространение
Встречаются всесветно. Наибольшее их количество встречается в основном в северных умеренных районах мира, включающих Неарктику и Палеарктику. Юго-западный Китай, особенно горы Хэндуань, является родиной исключительно богатой фауны (Chen et al., 2005; Zhang and Chen, 2006; Cao et al., 2008). С большим количеством видов, ожидающих описания из Неарктики, в четыре раза превышающим число ранее известных из этого региона, эта область в настоящее время является еще одним центром видового разнообразия для этого рода. За пределами умеренных зон разнообразие Amiota выглядит гораздо более низким. Немногие виды были описаны из Палеотропиков, и только один был описан из материковых Неотропиков, A. steganoptera, хотя многие неописанные виды встречаются там, судя по музейным коллекциям.

## Описание
Мелкие плодовые мушки-дрозофилиды (длина от 0,90 до 2,09 мм), большинство чёрные или тёмно-коричневые, до светло-медово-золотистого цвета, ротовой край, постпронотальная доля и область непосредственно вентрально основания крыла с характерными молочно-белыми пятнами (кроме A. minor). Ариста от короткой до длинной, плюмозная, у некоторых видов с ветвями, направленными срединно. Постоцеллярные волоски очень маленькие; передняя реклинатная орбитальная щетинка хорошо развита, обычно в половину или более длины проклинали; лицо плоское или с верхней частью слегка окаймлено; пара прескутеллярных волосков присутствует. Заднее бедро и/или голень иногда с гребнем из длинных, тонких щетинок. Эдеагальная аподема широкая, дорсовентрально уплощённая; парафизы у большинства видов изменены в крупные, сильно склеротизированные, мечевидные или широкие структуры с апикальными крючками и обычно с асимметричными шипами. Личинки сапроксилируют, развиваясь под корой и/или в разлагающейся древесине. Известно, что большинство видов являются лакрифагами, их привлекают глаза и лицо человека и других млекопитающих.

## Классификация
Род насчитывает около 150 видов, встречающихся по всему миру, но наибольшее разнообразие сосредоточено в лесах северной умеренной зоны. Предыдущие авторы пытались разграничить линии внутри рода и по мере того, как род становился более узкоопределяемым. Временами род Amiota содержал почти шесть подродов, включая: Amiota s.str., Phortica Schiner, Erima Kertesz, Apsiphortica Okada, Paraphortica Duda и Sinophthalmus Coquillett (Máca, 2003). Из всех подродов только Amiota s.str. распространён по всему миру, и только три подрода известны из Неарктики: Amiota, Phortica и Sinophthalmus (Marshall, 1965), последний из которых теперь считается синонимом Phortica. Согласно Máca (2003) род Amiota в настоящее время не содержит подродов; эти подроды были восстановлены на уровне рода или перенесены в другие роды.
- Amiota aculeata Chen & Aotsuka, 2005[2]
- Amiota acuta Okada, 1968
- Amiota ailaoshanensis Chen & Watabe, 2005[2]
- Amiota albidipuncta Xu & Chen, 2007
- Amiota albilabris (Roth, 1860)
- Amiota alboguttata (Wahlberg, 1839)
- Amiota albomaculata (Duda, 1926)
- Amiota allemandi Bächli, Vilela & Haring, 2002
- Amiota angulisternita Chen & Liu, 2004[8]
- Amiota angustifolia Zhang & Chen, 2006[3]
- Amiota apodemata Gupta & Panigrahy, 1987
- Amiota aquilotaurusata Takada, Beppu & Toda, 1979
- Amiota arcuata Chen & Watabe, 2005
- Amiota aristata Chen & Toda, 2001
- Amiota arizonensis Hsu, 1949
- Amiota asymmetrica Chen & Takamori, 2005
- Amiota atomia Máca & Lin, 1993
- Amiota bachlii Cao & Chen, 2009
- Amiota bacillia Zhang & Chen, 2006[3]
- Amiota balaenodentata Takada, Beppu & Toda, 1979
- Amiota bandai Chassagnard & Tsacas, 1997
- Amiota barretti (Johnson, 1921)
- Amiota basdeni Assis Fonseca, 1965
- Amiota beama Wang & Chen, 2020[9]
- Amiota biacuta Zhang & Chen, 2006[3]
- Amiota bicolorata Bock, 1989
- Amiota bifoliacea Wang & Chen, 2020[9]
- Amiota bifoliolata Zhang & Chen, 2006[3]
- Amiota bifurcata Chen, 2004
- Amiota bispinula Chen & Toda, 2007
- Amiota brevifoliacea Wang & Chen, 2020[9]
- Amiota brevipartita Chen & Gao, 2005
- Amiota brunneifemoralis Xu & Chen, 2007
- Amiota buccata Wheeler, 1952
- Amiota cerata Chen & Toda, 2007
- Amiota chenyauae Cao & Chen, 2009
- Amiota clavata Okada, 1960
- Amiota collini Beuk & Máca, 1995
- Amiota communis Chen & Steyskal, 2004
- Amiota cuii Chen & Toda, 2001
- Amiota cultella Zhang & Chen, 2006[3]
- Amiota curvibacula Chen & Toda, 2007
- Amiota curvispina Chen & Gao, 2005
- Amiota curvistyla Okada, 1971
- Amiota cyclophylla Wang & Chen, 2020[9]
- Amiota dehiscentia Chen & Watabe, 2005
- Amiota delta Takada, Beppu & Toda, 1979
- Amiota deltoidea Zhang & Chen, 2006[3]
- Amiota dentata Okada, 1971
- Amiota dilatifemorata Cao & Chen, 2008[4]
- Amiota dispina Okada, 1960
- Amiota elongata Okada, 1960
- Amiota eos Sidorenko, 1989
- Amiota falcilis Takada, Beppu & Toda, 1979
- Amiota femorata Chen & Takamori, 2005
- Amiota filipes Máca, 1980
- Amiota fissifoliolata Cao & Chen, 2008[4]
- Amiota flagellata Okada, 1971
- Amiota flavipes Xu & Chen, 2007
- Amiota flavopruinosa Duda, 1934
- Amiota flavopruniosa Duda, 1934
- Amiota flormontana Wang & Chen, 2020[9]
- Amiota forficula Takada, Beppu & Toda, 1979
- Amiota furcata Okada, 1960
- Amiota fuscata Chen & Zhang, 2005
- Amiota gaoi Zhang & Chen, 2006[3]
- Amiota geisson Wang & Chen, 2020[9]
- Amiota gigantomelania Wang & Chen, 2020
- Amiota gracilenta Zhang & Chen, 2006[3]
- Amiota hernowoi Chen & Toda, 1998
- Amiota hsui Máca, 2003
- Amiota huae Chen & Gao, 2005
- Amiota humeralis Loew, 1862
- Amiota javaensis Chen & Toda, 1998
- Amiota jianjuni Wang & Chen, 2020[9]
- Amiota jizushanensis Chen & Watabe, 2005
- Amiota kamui Chen & Toda, 2001
- Amiota kimurai Chen & Toda, 2001
- Amiota kingstoni Hsu, 1949
- Amiota kitamurai Chen & Liu, 2004
- Amiota lacteoguttata (Portschinsky, 1891)
- Amiota lambirensis Chen & Toda, 2007
- Amiota lanceolata Okada, 1971
- Amiota latitabula Chen & Watabe, 2005
- Amiota leucostoma Loew, 1862
- Amiota lineiventris Máca, 2003
- Amiota lipingae Chen & Gao, 2005
- Amiota longispinata Chen & Gao, 2005
- Amiota luguhuensis Chen & Watabe, 2005
- Amiota macai Chen & Toda, 2001
- Amiota magniflava Chen & Toda, 2001
- Amiota mariae Máca, 2003
- Amiota medidehiscentia Wang & Chen, 2020[9]
- Amiota melanoleuca Tsacas, 1990
- Amiota minor (Malloch, 1921)
- Amiota montuosa Zhang & Chen, 2008[4]
- Amiota multiprocessa Wang & Chen, 2020[9]
- Amiota multispinata Zhang & Chen, 2006[3]
- Amiota nagatai Okada, 1960
- Amiota nebojsa Máca, 2003
- Amiota nigrescens Wheeler, 1952
- Amiota nigripes Wang & Chen, 2020
- Amiota nozawai Chen & Watabe, 2005
- Amiota nuerhachii Chen & Toda, 2001
- Amiota nulliseta Wang & Chen, 2020
- Amiota obtusa Wang & Chen, 2020[9]
- Amiota okinawana Okada, 1971
- Amiota onchopyga Nishiharu, 1979
- Amiota orchidea Okada, 1968
- Amiota palpifera Okada, 1971
- Amiota paraspinata Chen & Watabe, 2005
- Amiota parvipyga Chen & Toda, 1998
- Amiota parviserrata Chen & Toda, 2007
- Amiota pengi Chen & Toda, 1998
- Amiota perpusilla (Walker, 1849)
- Amiota phyllochaeta Tsacas & Okada, 1983
- Amiota pianmensis Zhang & Chen, 2006[3]
- Amiota planata Chen & Toda, 2001
- Amiota planiceps Wang & Chen, 2020
- Amiota policladia Wang & Chen, 2020[9]
- Amiota pontianakensis Chen & Toda, 1998
- Amiota promissa Okada, 1960
- Amiota protuberantis Cao & Chen, 2009:
- Amiota quadrifoliolata Chen & Toda, 2007
- Amiota ratnae Chen & Toda, 1998
- Amiota rufescens (Oldenberg, 1914)
- Amiota sacculipes Máca & Lin, 1993
- Amiota scrobiculus Wang & Chen, 2020[9]
- Amiota semiannuiata Wang & Chen, 2020
- Amiota setigera Malloch, 1924
- Amiota setitibia Xu & Chen, 2007
- Amiota setosa Zhang & Chen, 2006[3]
- Amiota shangrila Chen & Watabe, 2005
- Amiota sigma Okada, 1971
- Amiota sinuata Okada, 1968
- Amiota spinata Chen & Toda, 2001
- Amiota spinifemorata Li & Chen, 2008[4]
- Amiota steganoptera Malloch, 1926
- Amiota steyskali Máca, 2003
- Amiota stylopyga Wakahama & Okada, 1958
- Amiota subfurcata Okada, 1971
- Amiota subsinuata Chen & Aotsuka, 2005
- Amiota subtursradiata Duda, 1934
- Amiota subtusradiata Duda, 1934
- Amiota taurusata Takada, Beppu & Toda, 1979
- Amiota tentacula Wang & Chen, 2020
- Amiota todai Sidorenko, 1989
- Amiota trifurcata Okada, 1968
- Amiota uncinata Wang & Chen, 2020[9]
- Amiota vulnerabla Chen & Zhang, 2004
- Amiota wangi Chen & Zhang, 2005
- Amiota watabei Chen & Toda, 2001
- Amiota wuyishanensis Chen & Zhang, 2005
- Amiota xinglaii Wang & Chen, 2020[9]
- Amiota xishuangbanna Chen & Aotsuka, 2005
- Amiota yangonensis Chen & Toda, 1998
- Amiota yifengi Zhang & Chen, 2006[3]
- Amiota yixiangna Chen & Takamori, 2005

### Дополнение (2022)
- Amiota amputata Jones & Grimaldi, 2022[5]
- Amiota antitormentum Jones & Grimaldi, 2022
- Amiota avipes Jones & Grimaldi, 2022
- Amiota biacuminis Jones & Grimaldi, 2022
- Amiota brayi Jones & Grimaldi, 2022
- Amiota byersi Jones & Grimaldi, 2022
- Amiota cervites Jones & Grimaldi, 2022
- Amiota cruciatum Jones & Grimaldi, 2022
- Amiota didens Jones & Grimaldi, 2022
- Amiota durangoensis Jones & Grimaldi, 2022
- Amiota elsaltoensis Jones & Grimaldi, 2022
- Amiota floridiensis Jones & Grimaldi, 2022
- Amiota forceps Jones & Grimaldi, 2022
- Amiota fulvitibia Jones & Grimaldi, 2022
- Amiota hyalou Jones & Grimaldi, 2022
- Amiota imperator Jones & Grimaldi, 2022
- Amiota incurva Jones & Grimaldi, 2022
- Amiota laevifurca Jones & Grimaldi, 2022
- Amiota latilabrum Jones & Grimaldi, 2022
- Amiota mcalpinei Jones & Grimaldi, 2022
- Amiota multiplex Jones & Grimaldi, 2022
- Amiota nanonigrescens Jones & Grimaldi, 2022
- Amiota occidentalis Jones & Grimaldi, 2022
- Amiota onyx Jones & Grimaldi, 2022
- Amiota oviraptor Jones & Grimaldi, 2022
- Amiota pseudominor Jones & Grimaldi, 2022
- Amiota raripennis Jones & Grimaldi, 2022
- Amiota sinaloensis Jones & Grimaldi, 2022
- Amiota subnebojsa Jones & Grimaldi, 2022
- Amiota tessae Jones & Grimaldi, 2022
- Amiota texas Jones & Grimaldi, 2022
- Amiota tibialis Jones & Grimaldi, 2022
- Amiota tormentum Jones & Grimaldi, 2022
- Amiota uniacuminis Jones & Grimaldi, 2022
- Amiota wheeleri Jones & Grimaldi, 2022
- Amiota zaliskoi Jones & Grimaldi, 2022

## Галерея

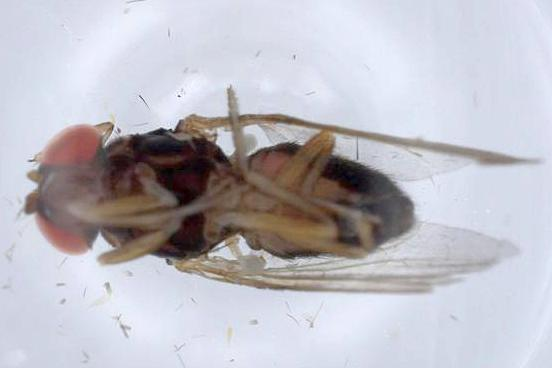
Amiota balaenodentata
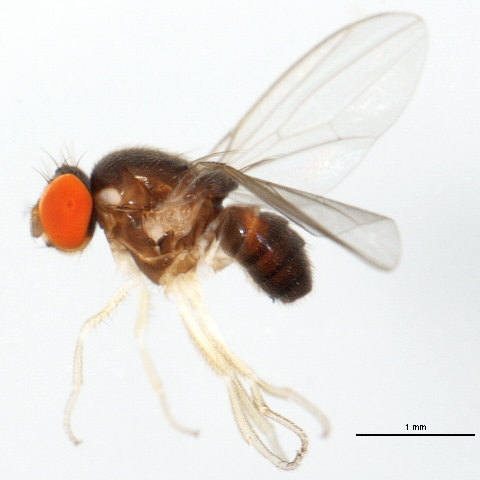
Amiota setigera
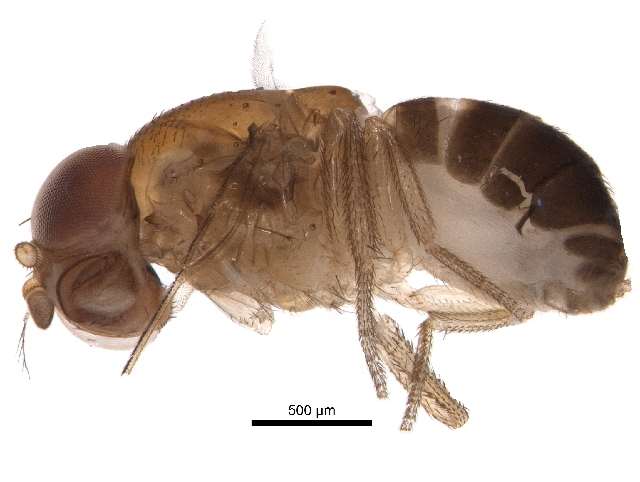
Amiota sinuata